# Jananiyar Hanim
Jananiyar Hanim, död 1912, var gift med Egyptens khediv Ismail Pascha (regent 1863-1879).
Hon var en slav av tjerkessiskt ursprung som föll offer för slavhandeln på Svarta havet och köptes till Muhammad Ali-dynastins harem. Khediven frigav henne och gifte sig med henne och hon blev en av hans fyra hustrur, med titeln "Den andra prinsessan". Hon beskrivs som khedivens favorithustru.